# Coenraet Oelensz.
Coenraet Oelensz. was een Nederlandse landmeter in de 16de eeuw, werkzaam in Zuid-Holland.
Coenraet Oelensz, ook wel Coenraet Oolen, Oeloefsz., Oeffloeffz. of Olisen, was werkzaam voor Delfland, Schieland en voor de Grafelijkheid van Holland.
Oelensz. was de stamvader van een belangrijke landmeters-familie in Zuid-Holland. Zijn zoon was Jacob Coenraetsz., die hem in 1549 opvolgde als landmeter van het Hoogheemraadschap van Delfland. Zijn kleinzoon was Floris Jacobsz. en zijn achterkleinzoon was Pieter Floris van der Sallem, die in 1635 werd aangesteld landmeter van het Hoogheemraadschap van Delfland.
Oelensz. maakte kaarten van onder andere het gebied  's-Gravenzande-Monster-Loosduinen (1545), de Biesbosch (1550), de landerijen van het Sint-Barbara  klooster te Delft (1550-1553), een kaart van de Delftsche Vliet en de Vliet tussen Delft en Leiden (circa 1555), landerijen bij Assendelft (1552), Schieland (1558) en van landerijen in Delfland van het klooster Maria Magdalena in 's-Gravenzande (1566).
Kaarten van Oelensz. bevinden zich onder meer in het Nationaal Archief, het archief van het Hoogheemraadschap van Delfland en in Stadsarchief Delft.

## Galerij

Kaartdeel 1 Kaart van de Vliet
Kaartdeel 2 Kaart van de Vliet
Kaartdeel 3 Kaart van de Vliet
Kaartdeel 4 Kaart van de Vliet
Kaartdeel 5 Kaart van de Vliet